# Richard Rive
Richard Rive (* 1. März 1930 oder 1. März 1931 in Kapstadt; † 4. Juni 1989 ebenda) war ein südafrikanischer Schriftsteller.

## Leben
Rive wurde im District Six genannten Arbeiterviertel von Kapstadt als Coloured geboren. In seiner Jugend war er ein Hürdenläufer, später lange Zeit als Lehrer tätig. Er bekam 1965 ein Fulbright-Stipendium und später ein Forschungsstipendium der Universität Oxford. Dort schrieb er auch seine Doktorarbeit über Olive Schreiner. Rive war gegen die Apartheid eingestellt. Er kehrte nach seinem Studium – anders als manche Kollegen – nach Südafrika zurück und setzte sich für die Diskriminierten ein.
Viele seiner Arbeiten wurden in der ersten Hälfte der 1960er Jahre veröffentlicht, zum Beispiel die Kurzgeschichten Dagga-smoker’s Dream und The Bench, die die Grausamkeiten des Apartheidsystems offenlegten. Zuerst konzentrierte er sich auf diese Art der Prosaliteratur und veröffentlichte sie als Sammlungen oder in Magazinen wie Drum und Fighting Talk, später schrieb er noch drei Romane: Emergency (1964), Buckingham Palace, District Six (1986) und Emergency Continued (1990); außerdem veröffentlichte er eine Autobiografie mit dem Titel Writing Black (1981).
Rive wurde 1989 in seinem Haus in Kapstadt erstochen. Der Mord, wahrscheinlich von zwei jungen Männern gemeinsam begangen, stand im Zusammenhang mit Rives kaum bekannter Homosexualität. Sein letzter Roman wurde postum veröffentlicht. 